# Municipio de Walnut (condado de Marshall, Kansas)
El municipio de Walnut (en inglés, Walnut Township) es un municipio del condado de Marshall, Kansas, Estados Unidos. Tiene una población estimada, a mediados de 2024, de 114 habitantes.

## Geografía
Está ubicado en las coordenadas 39°47′28″N 96°44′45″O / 39.79111, -96.74583. Según la Oficina del Censo, tiene una superficie total de 93.03 km², de los cuales 92.83 km² corresponden a tierra firme y 0.20 km² están cubiertos de agua.

## Demografía
Según el censo de 2020, en ese momento había 101 personas residiendo en la zona. La densidad de población era de 1.09 hab./km². El 98.02 % de los habitantes eran blancos, el 0.99 % era de otra raza y el 0.99 % era de una mezcla de razas. Del total de la población, el 0.99 % era hispano o latino.